# Внуково (Торжоцький район)
Внуково (рос. Внуково) — присілок в Торжоцькому районі Тверської області Російської Федерації.
Населення становить 90 осіб. Входить до складу муніципального утворення Мирновське сільське поселення.

## Історія
Від 2005 року входить до складу муніципального утворення Мирновське сільське поселення.

## Населення
| 1996 | 2002 | 2008 | 2010 |
| ---- | ---- | ---- | ---- |
| 71   | ↗78  | ↗86  | ↗90  |